# N,N-二甲基-N',N'-二(2-羟基丙基)-1,3-丙二胺
N,N-二甲基-N',N'-二(2-羟基丙基)-1,3-丙二胺是一种有机化合物，化学式为C11H26N2O2。它可以3-二甲氨基丙腈、二异丙醇胺和氢气为原料，在催化下反应制得。它可用作聚合物的组分之一以改善材料的性能。